# Kamenica nad Hronom
Kamenica nad Hronom é um município da Eslováquia, situado no distrito de Nové Zámky, na região de Nitra. Tem 18,71 km² de área e sua população em 2018 foi estimada em 1.314 habitantes.

## Demografia
| Ano:        | 1994 | 2004   | 2014   | 2024    |
| ----------- | ---- | ------ | ------ | ------- |
| Broj ljudi: | 1321 | 1323   | 1396   | 1218    |
| Razlika:    |      | +0,15% | +5,51% | -12,75% |

| Ano:               | 2023 | 2024   |
| ------------------ | ---- | ------ |
| Número de pessoas: | 1233 | 1218   |
| Diferença:         |      | -1,21% |